# یان پی. سیسه
یان پی. سیسه (نروژی:) زاده ۲۵ نوامبر ۱۹۳۰ در وستفولد و درگذشته ۱۷ سپتامبر ۱۹۹۷ در اسلو، یک وکیل و سیاست‌مدار حزب محافظه‌کار و اهل نروژ بود. وی از اکتبر ۱۹۸۹ تا نوامبر ۱۹۹۰، به عنوان سی و یکمین نخست‌وزیر نروژ، در صدر دولت ائتلافی، متشکل از حزب محافظه‌کار، حزب مرکز و حزب دمکرات مسیحی قرار داشت.
یان پی. سیسه، همچنین بین سالهای ۱۹۸۳ تا ۱۹۸۵م، در مقام وزیر صنایع نروژ، مشغول خدمت بود. سپس وی بین سالهای ۱۹۹۳ تا ۱۹۹۷م، ریاست لاگتینگ، که تا سال ۲۰۰۹م، یکی از دو بخش مجلس ملی نروژ بود، را بر عهده داشت. به علاوه، وی از سال ۱۹۸۸ تا ۱۹۹۱م، رهبر حزب محافظه کار و از
۱۹۸۸ تا ۱۹۹۳م، دبیرکل شورای نوردیک بود. سیسه، بیش از ۲۵ سال از عمر خود را که با مرگ ناگهانی در اثر خونریزی مغزی، در سال ۱۹۹۷م، به پایان رسید، عضو پارلمان نروژ بود.

## پیشینه

### جوانی
یان پی. سیسه در نوتروی در استان وستفولد به دنیا آمد. پدر وی یک دندان‌پزشک و یک سیاستمدار محلی بود که مدتی نیز ریاست شورای شهر را بر عهده داشت. یان پی. سیسه، بعد از اتمام دبیرستان در سال ۱۹۴۹م، به تحصیل حقوق در دانشگاه اسلو مشغول شد و در سال ۱۹۵۷م، با مدرک کارشناسی ارشد، فارغ‌التحصیل شد و سپس به استخدام یک شرکت کشتیرانی درآمد. در این شرکت وی تا سال ۱۹۶۷م، رئیس بخش بود. بین سالهای ۱۹۶۷ تا ۱۹۶۹م، وی معاونت وزارت بازرگانی نروژ را بر عهده داشت و در سال ۱۹۷۰م، در آخرین سال نخست‌وزیری پییر بورتن، به معاونت وزارت دادگستری نروژ برگزیده شد. با تغییر دولت و نخست‌وزیری تریگوه براتلی از حزب کارگر نروژ، یان پی. سیسه، به شرکت کشتیرانی بازگشت و اینبار به عنوان معاون مدیرکل شرکت مشغول کار شد.
سابقه فعالیت سیاسی یان پی. سیسه، از دوران دانشجویی آغاز شده بود. وی ابتدا نماینده منتخب انجمن دانشجویان محافظه کار در دانشگاه اسلو بود و بعد به ریاست انجمن دانشجویان نروژی رسید. بعدها وی رئیس سازمان جوانان حزب محافظه‌کار (نروژ) شد و مدتها ریاست شعبه همین حزب را در اسلو، بر عهده داشت.
یان پی. سیسه، در محیط دانشگاه با همسر آینده خود آشنا شد و در سال ۱۹۵۹م، با وی ازدواج کرد. همسر وی خانم «السه» دبیر دبیرستان، و ثمره این ازدواج دو فرزند پسر بود.

### سابقه سیاسی
اگر چه یان پی. سیسه، از همان دوران دانشجویی وارد فعالیت سیاسی شده بود، اما از سال ۱۹۵۷م، نخست با عضویت در شورای مرکزی حزب محافظه‌کار و سپس در سال ۱۹۶۳م، با حضور در انجمن شهر اسلو، به عنوان نماینده منتخب مردم، به صورت جدی وارد حرفه سیاست شد و در ۲ دوره عضو انجمن شهر اسلو بود.
در ادامه، وی در سال ۱۹۶۵م، به عنوان عضو علی‌البدل به عضویت مجلس ملی نروژ انتخاب شد و در سال ۱۹۶۹م، بعد از پیوستن کوره ویلوک به هیئت دولت، تحت نخست‌وزیری پییر بورتن، یان پی. سیسه، جایگزین وی در مجلس شد و به این ترتیب دوران عضویت سیسه، به عنوان عضو اصلی در مجلس ملی نروژ آغاز گشت. وی در طول فعالیت پارلمانی، بارها به عضویت کمیته‌های مختلف مجلس، درآمد و به عنوان نماینده نروژ، در مجمع عمومی سازمان ملل متحد، شورای نوردیک، اتحادیه بین‌المجالس و دیگر نهادها و مناسبات بین‌المللی، شرکت کرد.
یان پی. سیسه، از ۱ نوامبر ۱۹۷۰ تا مارس ۱۹۷۱م، معاونت وزارت دادگستری در دولت ائتلافی و غیر سوسیالیستی بورتن را بر عهده داشت. سپس از ۱۶ سپتامبر ۱۹۸۳ تا ۴ اکتبر ۱۹۸۵م، در دولت دوم کوره ویلوک، سرپرستی وزارت صنایع نروژ، به وی سپرده شد.

### رهبری حزب و نخست‌وزیری
بعد از  انتشار خبر درگذشت، رهبر حزب محافظه کار، در روز سال نو ۱۹۸۸م، برای بسیاری از اعضای حزب، انتخاب یان پی. سیسه، به عنوان جانشین و رهبر جدید حزب، امری طبیعی بود که بدون بحث و حاشیه زیادی به وقوع پیوست. با این حال بر خلاف انتظار بخش قابل ملاحظه ای از اعضای حزب، مبنی بر چرخش حزب از مسیر قبلی همکاری با احزاب میانه‌رو و نزدیکی به لیبرالها و همکاری با فرمسکریت پارتی، که شدیداً در حال رشد بود، این چرخش با مخالفت سیسه، روبرو شد و این نزدیکی صورت نگرفت. یان پی. سیسه، نگرشی راهبردی داشت و سیاستهای خود را بر اساس اهداف درازمدت، تنظیم می‌کرد. برای وی مهم‌ترین مسئله نقش و میزان شراکت نروژ در انجمن تجارت آزاد اروپا بود. در انتخابات مجلس در سال ۱۹۸۹م، حزب کارگر نروژ تعداد زیادی از آرای خود را از دست داد، اما حزب محافظه کار نیز پسروی داشت. احزاب پیروز در این انتخابات، فرمسکریت پارتی و حزب سوسیالیست چپ (نروژ) بودند. در این میان تشکیل یک دولت غیر سوسیالیستی وابسته به حمایت کارل آی. هاگن و لیبرالها بود که در مقابل چنین حمایتی، منافعی طلب می‌کردند. اما نهایتاً متقاعد شدند که از یک دولت غیر سوسیالیستی متشکل از ۳ حزب محافظه کار، حزب دمکرات مسیحی (نروژ) و سنتر پارتی به نخست‌وزیری یان پی. سیسه، بدون آنکه نقش و سهم مستقیمی در دولت، داشته باشند حمایت کنند. به این ترتیب یان پی. سیسه، از ۱۶ اکتبر ۱۹۸۹ تا ۳ نوامبر ۱۹۹۰م، به مدت یکسال زمام امور نروژ را بدست گرفت. اما اختلاف بر سر موضع نروژ در مقابل انجمن تجارت آزاد اروپا؛ و خروج سنتر پارتی که عموماً هواداران آن، کشاورزانی بودند که نزدیکی به انجمن تجارت آزاد اروپا را به زیان منافع خود ارزیابی می‌کردند، باعث انحلال دولت ائتلافی و پایان این دوره شد.

### پایان زندگی
وقتی در سال ۱۹۹۷م، حزب محافظه کار وارد کارزار انتخاباتی شد، یان پی. سیسه، از نامزدی مجدد خود توسط حزب، اجتناب کرد. حقیقت این بود که پس از یک حمله قلبی در اواسط دهه ۱۹۹۰م، وی هرگز سلامت کامل خود را بازنیافته بود و قصد بازنشستگی داشت. با این حال همچنان در جلسات حزبی شرکت می‌کرد. فردای روز انتخابات پارلمانی در سال ۱۹۹۷م، در حالی که شب قبل را در کنار همکاران حزبی اش بیداری کشیده بود، در اثر خونریزی مغزی درگذشت. پیکر یان پی. سیسه، به هزینه دولت و در مراسمی با شرکت هارالد پنجم و اعضای دولت، در نهایت احترام به خاک سپرده شد.

## یادداشت
1. ↑  https://no.wikipedia.org/wiki/Lagtinget